# ПАС на літніх Олімпійських іграх 1920
Південно-Африканський Союз у четверте за свою історію брав участь в VI літніх Олімпійських іграх 1920 року в Антверпені (Бельгія) й виборов рекордну кількість нагород, серед яких: три золоті, чотири срібні та три срібні медалі. Вперше до складу збірної команди було включено жінку.

## Золото
- Теніс, чоловіки — Луїс Раймонд.
- Легка атлетика, чоловіки, 400 метрів — Бевіл Радд.
- Бокс, чоловіки — Кларенс Волкер.

## Срібло
- Легка атлетика, чоловіки, естафета 4х400 метрів — Генрі Дафел, Кларенс Олдфілд, Джек Оостерлаак й Бевіл Радд.
- Велоспорт, чоловіки — Генрі Кальтенбрун.
- Велоспорт, чоловіки — Вільям Сміт і Джеймс Волкер.
- Стрільба, чоловіки — Девід Сміт, Роберт Бодлі, Фердинанд Бучанан, Джордж Гарві й Фредерик Морган.

## Бронза
- Велоспорт, чоловіки — Джеймс Волкер, Вільям Сміт, Генрі Кальтенбрун і Семмі Гусен.
- Легка атлетика, чоловіки, 800 метрів — Бевіл Радд.
- Теніс, чоловіки — Чарльз Вінслоу.